# 塞纳河畔埃皮奈
塞纳河畔埃皮奈（法語：Épinay-sur-Seine，法語發音：[epinɛ syʁ sɛn] ⓘ），法国中北部城市，法兰西岛大区塞纳-圣但尼省的一个市镇，隶属于圣但尼区，其市镇面积为4.57平方公里，2022年1月1日时人口数量为53,564人，在法国城市中排名第110位。
塞纳河畔埃皮奈位于塞纳-圣但尼省最西端，塞纳河右岸，是巴黎北郊的一个卫星城，通过法兰西岛大区快铁C线及有轨电车8号线连接巴黎市区。

## 地名来源
“Épinay”一名最初于公元7世纪时以“Spinogelo”的形式被记载，根据法国地名学家阿尔贝·多扎的论述，该名称可能意为“水畔的荆棘”。“sur-Seine”这一后缀自1920年起成为当地官方名称的一部分。

## 历史

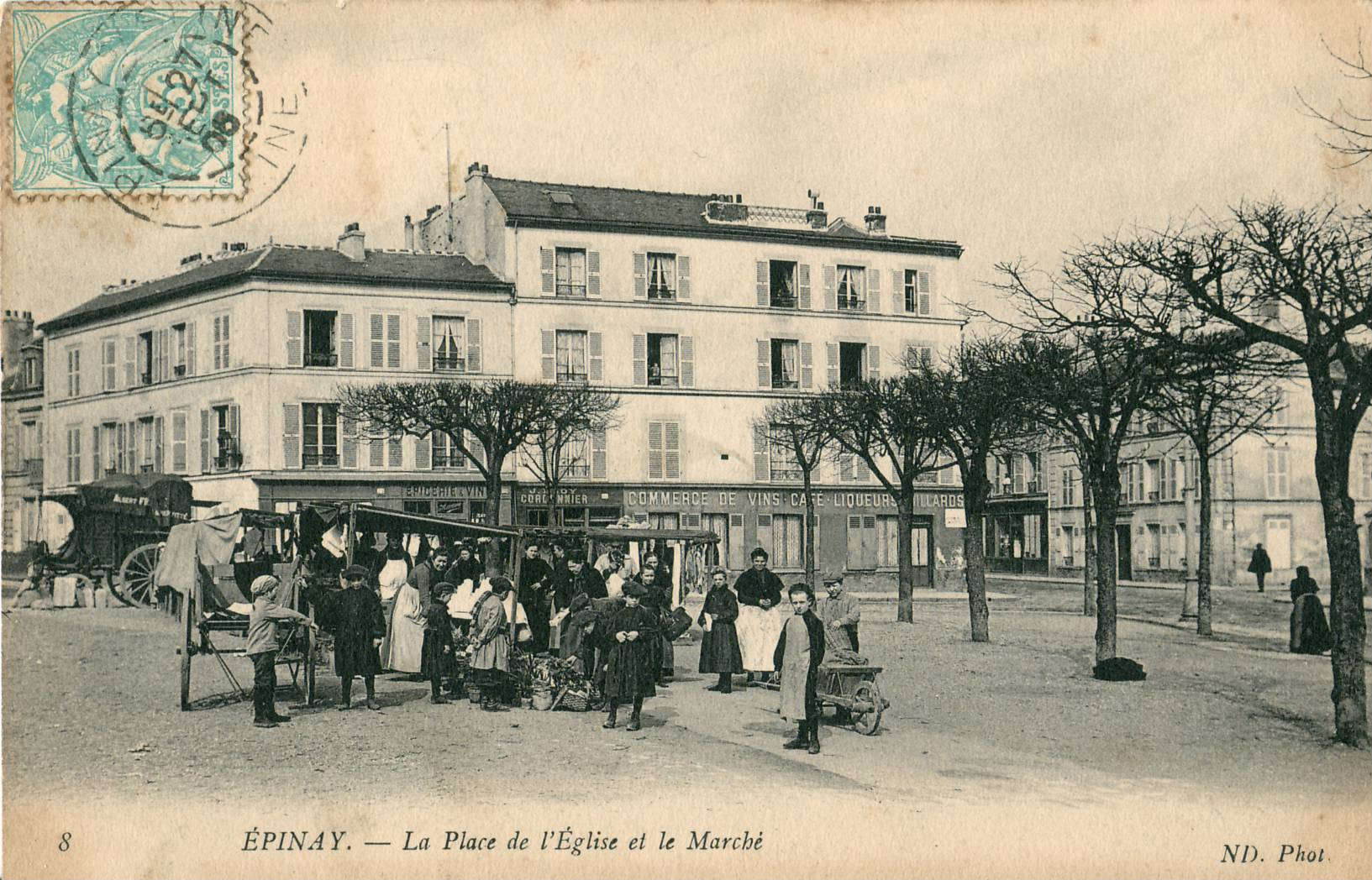
20世纪初的埃皮奈教堂广场

根据当地官方网站的论述，塞纳河畔埃皮奈境内在高卢-罗马时期就已出现人类活动，当地最初于公元7世纪在法兰克国王达戈贝尔特一世的手记中被提及。中世纪时，埃皮奈长期为塞纳河畔的一处普通农业村落。公元16世纪时，埃皮奈一度成为巴黎北郊主要的蔬果供应地。法国大革命后，埃皮奈成为塞纳省的一个市镇。1850年，塞纳河畔埃皮奈北部的部分街区被划出，成为昂甘莱班的一部分。普法战争期间，普鲁士军队于1870年11月30日发动塞纳河畔埃皮奈战役并获得成功。19世纪末，埃皮奈所处的巴黎北部郊区逐渐形成工业区，埃皮奈境内人口数量快速增加。1900年，途径埃皮奈的巴黎有轨电车54号线建成，该线路于1935年被54路和254路公共汽车代替。1910年初的塞纳河大洪水期间，埃皮奈市区多处街道被洪水淹没。二战后，塞纳河畔埃皮奈境内兴建了多处集中式居民区。1968年，塞纳省被撤销，塞纳河畔埃皮奈被划入新成立的塞纳-圣但尼省。2014年12月，连接塞纳河畔埃皮奈和圣但尼的法兰西岛有轨电车8号线建成通车。

## 地理

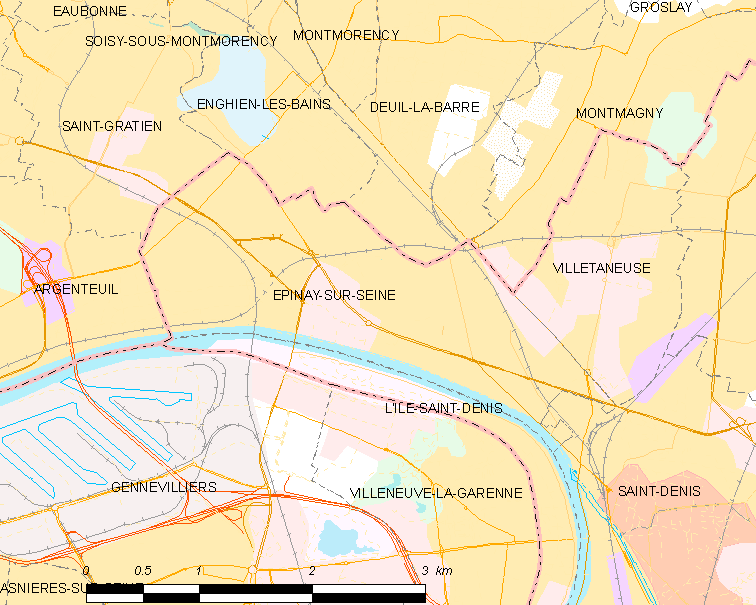
塞纳河畔埃皮奈市镇范围地图

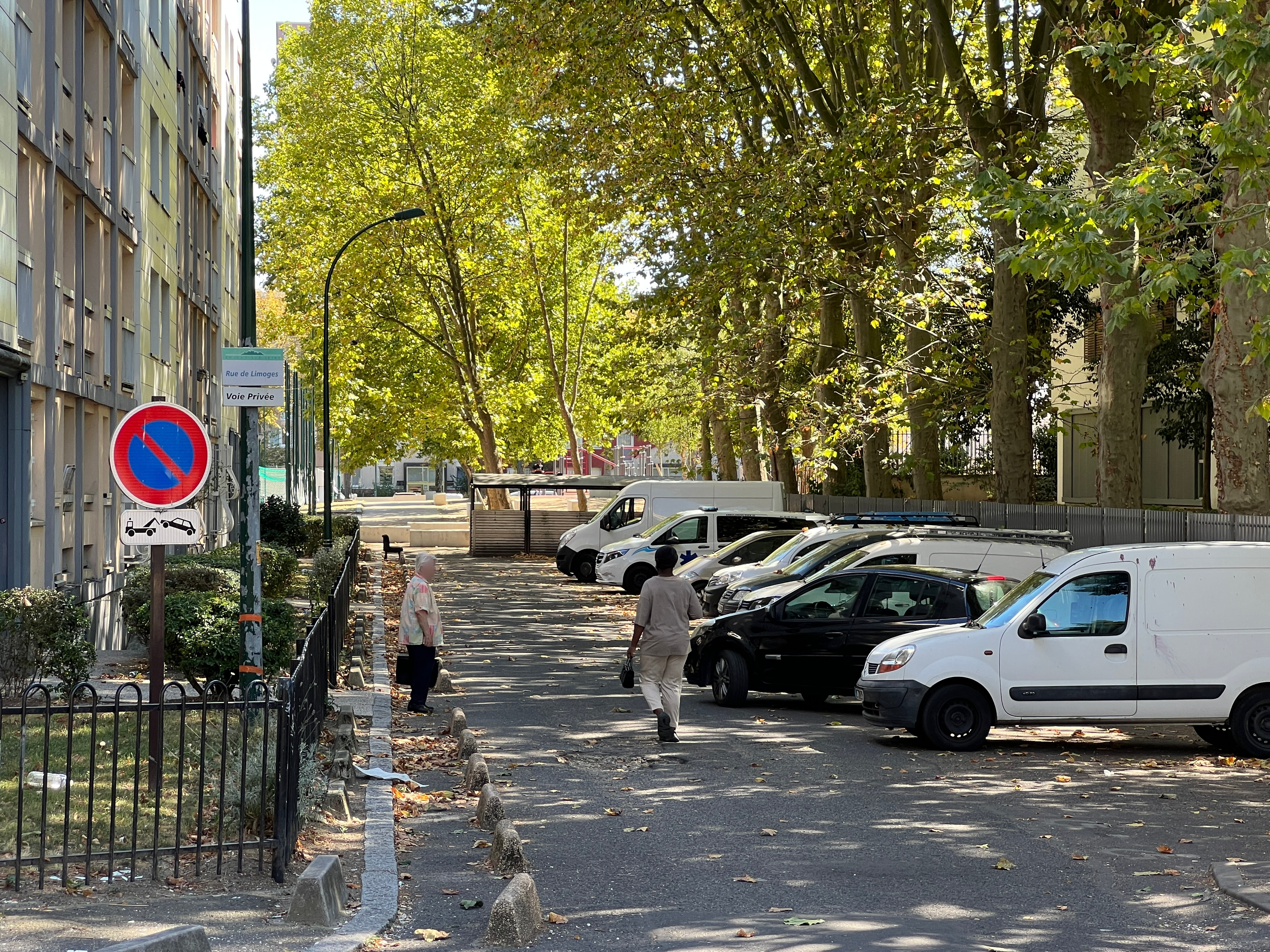
塞纳河畔埃皮奈的一处林荫道

塞纳河畔埃皮奈位于法国中北部，法兰西岛大区中北部和塞纳-圣但尼省西部，距离省会博比尼大约13公里。与塞纳河畔埃皮奈接壤的市镇包括：昂甘莱班、阿让特伊、利勒圣但尼、维勒塔讷斯、德伊-拉巴尔、蒙马尼、圣格拉蒂安、圣但尼。

### 地形
塞纳河畔埃皮奈位于巴黎盆地腹地，境内以平原为主，市镇中心地势较为平坦，西北侧略有起伏，全境海拔在22到60米之间。

### 水文
塞纳河干流自东向西流经塞纳河畔埃皮奈市境南侧。

### 植被
塞纳河畔埃皮奈属于温带阔叶混交林区，市区内的主要绿地公园包括莱贝阿蒂公园（Parc des Beatus）、奥尔热蒙公园（Parc d'Orgemont）等，均常年免费向公众开放。
在鲜花城市的评比中，塞纳河畔埃皮奈被评为2星级鲜花城市。

### 气候
塞纳河畔埃皮奈在柯本气候分类法中属于温带海洋性气候。
距离塞纳河畔埃皮奈最近的常年气象站位于科隆布境内，以下为该气象站的数据（其中日照数据取自巴黎-勒布尔歇机场）：
| 科隆布 1981年－2019年 | 科隆布 1981年－2019年 | 科隆布 1981年－2019年 | 科隆布 1981年－2019年 | 科隆布 1981年－2019年 | 科隆布 1981年－2019年 | 科隆布 1981年－2019年 | 科隆布 1981年－2019年 | 科隆布 1981年－2019年 | 科隆布 1981年－2019年 | 科隆布 1981年－2019年 | 科隆布 1981年－2019年 | 科隆布 1981年－2019年 | 科隆布 1981年－2019年 |
| 月份                  | 1月                   | 2月                   | 3月                   | 4月                   | 5月                   | 6月                   | 7月                   | 8月                   | 9月                   | 10月                  | 11月                  | 12月                  | 全年                  |
| --------------------- | --------------------- | --------------------- | --------------------- | --------------------- | --------------------- | --------------------- | --------------------- | --------------------- | --------------------- | --------------------- | --------------------- | --------------------- | --------------------- |
| 历史最高温 °C（°F）   | 16.2 (61.2)           | 21 (70)               | 25.5 (77.9)           | 31.1 (88.0)           | 35 (95)               | 37.9 (100.2)          | 40 (104)              | 40.9 (105.6)          | 34 (93)               | 30.9 (87.6)           | 22 (72)               | 17.5 (63.5)           | 40.9 (105.6)          |
| 平均高温 °C（°F）     | 7.6 (45.7)            | 8.8 (47.8)            | 12.7 (54.9)           | 16.2 (61.2)           | 20.1 (68.2)           | 23.2 (73.8)           | 25.8 (78.4)           | 25.5 (77.9)           | 21.7 (71.1)           | 16.8 (62.2)           | 11.2 (52.2)           | 7.9 (46.2)            | 16.5 (61.7)           |
| 日均气温 °C（°F）     | 5 (41)                | 5.6 (42.1)            | 8.7 (47.7)            | 11.5 (52.7)           | 15.3 (59.5)           | 18.3 (64.9)           | 20.6 (69.1)           | 20.3 (68.5)           | 17 (63)               | 13.1 (55.6)           | 8.3 (46.9)            | 5.5 (41.9)            | 12.4 (54.3)           |
| 平均低温 °C（°F）     | 2.4 (36.3)            | 2.4 (36.3)            | 4.7 (40.5)            | 6.8 (44.2)            | 10.5 (50.9)           | 13.4 (56.1)           | 15.4 (59.7)           | 15.2 (59.4)           | 12.2 (54.0)           | 9.3 (48.7)            | 5.5 (41.9)            | 3.1 (37.6)            | 8.4 (47.1)            |
| 历史最低温 °C（°F）   | −15 (5)               | −12 (10)              | −7 (19)               | −2 (28)               | 1.9 (35.4)            | 5.4 (41.7)            | 9 (48)                | 7.9 (46.2)            | 4.7 (40.5)            | −2.2 (28.0)           | −6.7 (19.9)           | −9.1 (15.6)           | −15 (5)               |
| 平均降水量 mm（）     | 49.6 (1.95)           | 41.4 (1.63)           | 46.9 (1.85)           | 46.9 (1.85)           | 63.7 (2.51)           | 51 (2.0)              | 58.3 (2.30)           | 50.2 (1.98)           | 48 (1.9)              | 61.4 (2.42)           | 48.1 (1.89)           | 57.5 (2.26)           | 623 (24.5)            |
| 月均日照時數          | 62                    | 75.1                  | 125                   | 165.8                 | 193.3                 | 206.9                 | 215.7                 | 206.2                 | 160.2                 | 111.2                 | 65.1                  | 50.8                  | 1,637.3               |
| 来源：infoclimat.fr   |                       |                       |                       |                       |                       |                       |                       |                       |                       |                       |                       |                       |                       |

## 行政区划
塞纳河畔埃皮奈的市镇编号为93031，邮政编号为93800。
在行政管理方面，塞纳河畔埃皮奈隶属于法国法兰西岛大区塞纳-圣但尼省圣但尼区；在地方选举方面，塞纳河畔埃皮奈是塞纳河畔埃皮奈县的中央投票站所在地，另有部分街区属于塞纳河畔圣旺县，其市镇范围全境被划入塞纳-圣但尼省第一选区；在社会管理方面，塞纳河畔埃皮奈是大巴黎都会区的组成部分。
塞纳河畔埃皮奈市镇被划为七个街区，并实行街区自治制度。塞纳河畔埃皮奈的奥尔热蒙（Orgemont）街区为城市敏感街区；城中心（Centre Ville）、拉苏尔斯-莱普雷勒（La Source - Les Presles）和奥尔热蒙三个街区为城市政策优先街区。
法国国家统计与经济研究所（简称）在进行数据统计时，将塞纳河畔埃皮奈及相邻的另外428个市镇设为巴黎城市核心区（2020年扩充至431个），并将包括核心区在内的周边共1,794个市镇划为巴黎城市区。自2020年起，巴黎城市区被包含1,949个市镇的巴黎城市辐射区代替。此外，还将塞纳河畔埃皮奈市镇分为了19个“块区”（IRIS），以便于统计人口分布情况。

## 交通

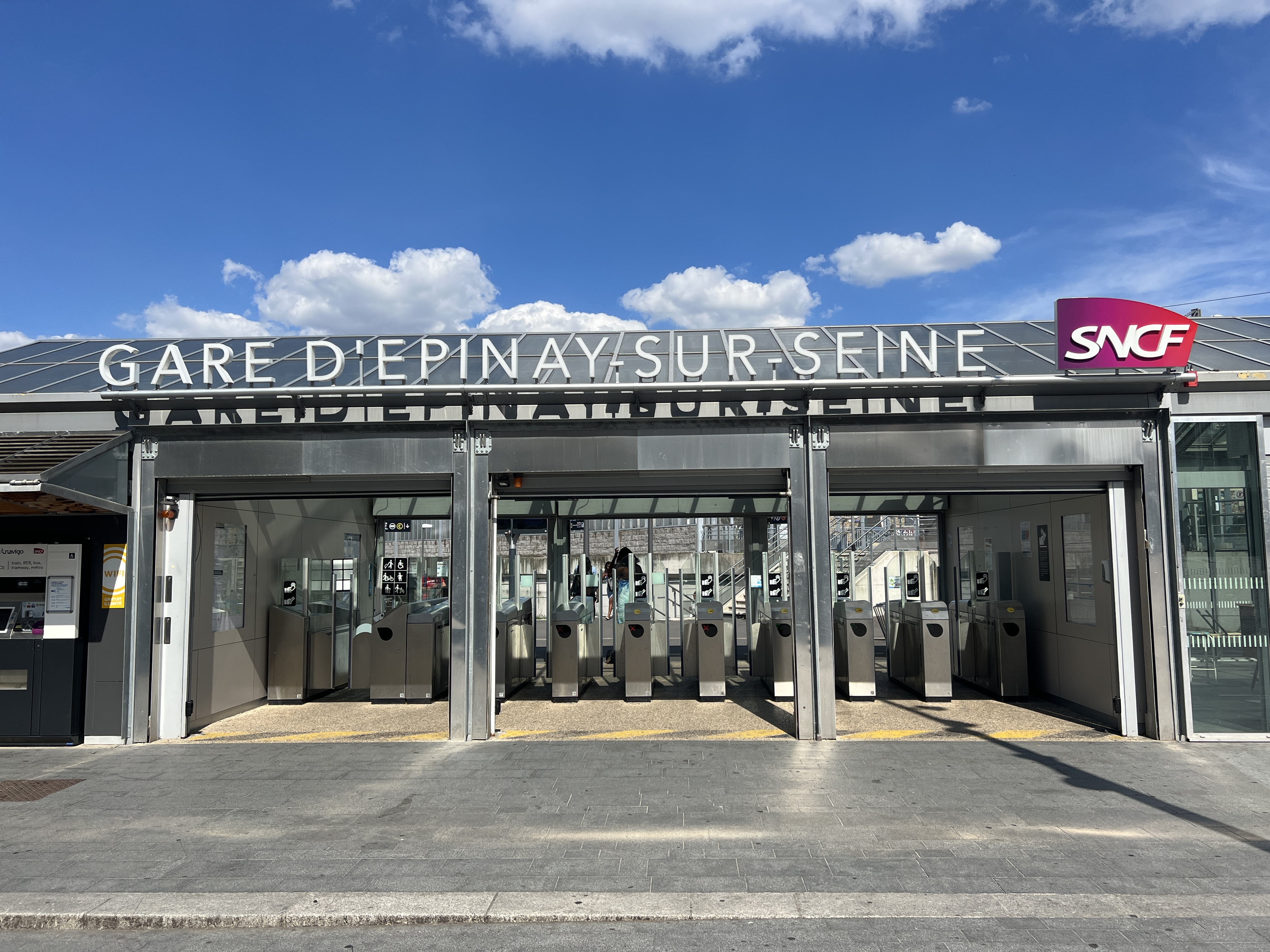
塞纳河畔埃皮奈火车站的一处进站口

### 公路
塞纳河畔埃皮奈境内的大部分道路已完成城市化改造，配有人行道、自行车道、排水、照明等设施。
| 2 | 4 |

| 6 | 5 |

| 博比尼 | 14 |

| 斯坦 | 6 |

| 圣但尼 | 5 |

| 德伊-拉巴尔 | 4 |

| 阿让特伊 | 7 |

| 圣格拉蒂安 | 4 |

2019年，58.0%的塞纳河畔埃皮奈家庭拥有至少一辆私人汽车。2019年，塞纳河畔埃皮奈境内共发生各类交通事故83起，造成2人遇难，91人受伤，其中7人重伤。

### 铁路
巴黎大环线铁路、圣但尼－迪耶普铁路和埃尔蒙-欧博讷－战神广场铁路经过塞纳河畔埃皮奈境内。塞纳河畔埃皮奈站位于市区西部，停靠法兰西岛大区快铁C线和法兰西岛有轨电车11号线。

### 航空
距离塞纳河畔埃皮奈最近的民用航空站为巴黎戴高乐机场，距离塞纳河畔埃皮奈市中心的公路里程约22公里。

### 城市公共交通
法兰西岛大区快铁C线，法兰西岛大区列车H线，法兰西岛有轨电车8号线、11号线，巴黎公交138路、237路、238路、254路、261路、337路、356路、361路，蒙莫朗西城市公共交通11路、37路以及法兰西岛夜班车N51线和N154线经过塞纳河畔埃皮奈境内。
| 途经塞纳河畔埃皮奈境内的主要公共交通线路 | | |
| 类型                                     | 运营商 | 线路 |
| 快铁                                     | | ：马西-帕莱索站 / 布雷蒂尼站 ↔ 舒瓦西勒鲁瓦站 ↔ 巴黎奥斯特里茨站 ↔ 荣军院站 ↔ 克利希门站 ↔ 塞纳河畔埃皮奈站 ↔ 埃尔蒙-欧博讷站 ↔ 蓬图瓦兹站 |
| 城铁                                     | ：巴黎北站 ↔ 圣但尼站 ↔ 埃皮奈-维勒塔讷斯站 ↔ 德伊-蒙马尼站 ↔ 吕扎什站 / 佩尔桑-博蒙站 ：巴黎北站 ↔ 圣但尼站 ↔ 埃皮奈-维勒塔讷斯站 ↔ 埃尔蒙-欧博讷站 ↔ 蓬图瓦兹站 | |
| 有轨电车                                 | RATP | ：埃皮奈-奥尔热蒙 ↔ 塞纳河畔埃皮奈站 ↔ 吉尔贝·博纳迈松 ↔ 拉塞佩德 ↔ 罗斯·佩尔坦 ↔ 莱贝阿蒂 ↔ 莱莫比勒 ↔ 布吕芒塔勒 ↔ 圣但尼站 ↔ 圣但尼-巴黎门站 |
| 有轨电车                                 | Transkeo | ：塞纳河畔埃皮奈站 ↔ 埃皮奈-维勒塔讷斯站 ↔ 皮埃尔菲特-斯坦站 ↔ 勒布尔歇站 |
| 公共汽车                                 | RATP | 138：圣旺站 ↔ 克利希码头 ↔ 皮埃尔·坦博环岛 ↔ 港口公路 ↔ 吉尔贝·博纳迈松 ↔ 昂甘天鹅-霞飞 ↔ 快铁圣格拉蒂安站 ↔ 圣格拉蒂安市政厅 ↔ 埃尔蒙-欧博讷站 237：圣旺门-比沙医院 ↔ 加里波第 ↔ 圣旺市政厅 ↔ 利勒圣但尼市政府 ↔ 西斯莱初级中学 ↔ 塞纳河畔埃皮奈站 238：热讷维利耶-卢夫雷斯工业区 ↔ 吉尔贝·博纳迈松 ↔ 塞纳河畔埃皮奈站 ↔ 埃皮奈-奥尔热蒙 ↔ 敦刻尔克 ↔ 快铁圣格拉蒂安站 254：快铁圣但尼站 ↔ 莱莫比勒 ↔ 高级中学 ↔ 莱贝阿蒂 ↔ 拉塞佩德 ↔ 昂甘天鹅-霞飞 ↔ 圣格拉蒂安街 ↔ 省界 ↔ 昂甘莱班站 261：拉加雷讷新城-北部工业区 ↔ 吉尔贝·博纳迈松 ↔ 昂甘天鹅-霞飞 ↔ 自由 ↔ 萨努瓦站 ↔ 弗朗孔维尔火车站 337：快铁皮埃尔菲特-斯坦站 ↔ 蒙马尼市政府 ↔ 德伊-蒙马尼火车站 ↔ 教堂 ↔ 球场 ↔ 拉巴尔奥尔梅松火车站 ↔ 埃皮奈-维勒塔讷斯站 ↔ 三镇 ↔ 德伊-拉巴尔-穆捷手工业园区 356：斯坦花园城 ↔ 地铁圣但尼大学站 ↔ 罗歇·塞马 ↔ 德罗奈-美丽城 ↔ 埃皮奈-维勒塔讷斯站 ↔ 三镇 ↔ 拉巴尔奥尔梅松火车站 ↔ 莫尔特枫丹集市 361：皮埃尔菲特-斯坦站 ↔ 皮埃尔菲特市政府 ↔ 维勒塔讷斯教堂 ↔ 维勒塔讷斯大学站 ↔ 埃皮奈-维勒塔讷斯站 ↔ 高级中学 ↔ 莱贝阿蒂 ↔ 吉尔贝·博纳迈松 ↔ 塞纳河畔埃皮奈站 ↔ 埃皮奈-奥尔热蒙 ↔ 朱费理 ↔ 阿让特伊火车站 |
| 公共汽车                                 | Vallée de Montmorency 蒙莫朗西城市公共交通 | 11：快铁圣格拉蒂安站 ↔ 戴高乐将军 ↔ 圣格拉蒂安街 ↔ 昂甘天鹅 ↔ 马赛街 ↔ 埃皮奈-奥尔热蒙 ↔ 塞纳河畔埃皮奈站 ↔ 吉尔贝·博纳迈松 ↔ 商业中心 ↔ 昂甘莱班站 ↔ 苏瓦西-施韦泽医生 37：塞纳河畔埃皮奈站 ↔ 马赛街 ↔ 昂甘天鹅 ↔ 圣格拉蒂安街 ↔ 省界 ↔ 拉塞佩德 ↔ 罗斯·佩尔坦 ↔ 埃皮奈-维勒塔讷斯站 ↔ 蒙马尼市政府 ↔ 格罗莱站 ↔ 莫扎特-马尔塞布 ↔ 萨塞勒-拉弗拉纳德 |
| 公共汽车                                 | Argenteuil - Boucles de Seine 阿让特伊城市公共交通 | 7：阿让特伊火车站 ↔ 绍夫洛广场 ↔ 埃皮奈-奥尔热蒙 ↔ 马赛街 ↔ 敦刻尔克 ↔ 圣格拉蒂安街 ↔ 省界 ↔ 昂甘莱班站 |
| 公共汽车                                 | (N) | N51：巴黎圣拉扎尔站 ↔ 克利希门站 ↔ 加布里埃尔·佩里 ↔ 港口街 ↔ 埃皮奈-维勒塔讷斯站 ↔ 高级中学 ↔ 莱贝阿蒂 ↔ 吉尔贝·博纳迈松 ↔ 塞纳河畔埃皮奈站 ↔ 马赛街 ↔ 昂甘天鹅 ↔ 昂甘莱班站 N154：巴黎圣拉扎尔站 ↔ 塞纳河畔阿涅尔站 ↔ 塞纳河畔埃皮奈站 ↔ 昂甘天鹅 ↔ 萨努瓦站 ↔ 弗朗孔维尔火车站 ↔ 蒙蒂尼-博尚站 |
| 1.                                       | | |

## 政治

### 市政内阁

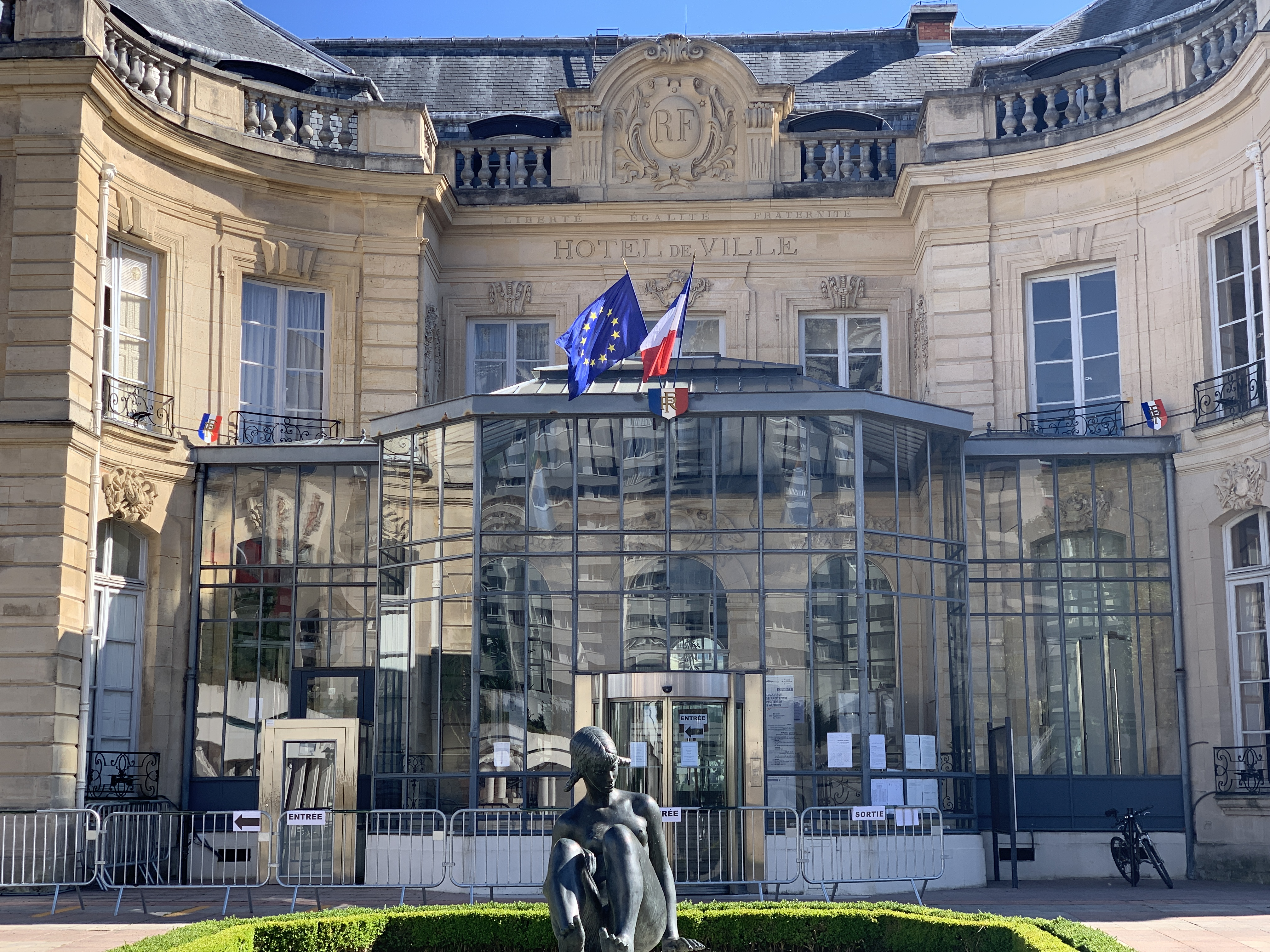
塞纳河畔埃皮奈市政厅

塞纳河畔埃皮奈的现任市长为埃尔韦·谢弗罗先生，他是一名右翼无党派人士，在2020年的市政选举中获得了67.27%的支持率。
| 塞纳河畔埃皮奈历届市长 | 塞纳河畔埃皮奈历届市长              | 塞纳河畔埃皮奈历届市长                                                                        |
| 任期                   | 市长                                | 党派                                                                                          |
| ---------------------- | ----------------------------------- | --------------------------------------------------------------------------------------------- |
| 1944年－1945年         | Antoine JULLIEN 安托万·朱利安       | 不详                                                                                          |
| 1945年－1957年         | Joanny BERLIOZ 若阿尼·柏辽兹        | PCF法国共产党                                                                                 |
| 1947年－1959年         | Georges MARTIN 乔治·马丁            | SFIO工人国际法国支部                                                                          |
| 1959年－1965年         | Jean-Charles PRIVET 让-夏尔·普里韦  | SFIO工人国际法国支部                                                                          |
| 1965年－1967年         | René DESJAMES 勒内·德雅姆           | SFIO工人国际法国支部                                                                          |
| 1967年－1995年         | Gilbert BONNEMAISON 吉尔贝·博纳迈松 | PS社会党                                                                                      |
| 1995年－2001年         | Bruno LE ROUX 布吕诺·勒鲁           | PS社会党                                                                                      |
| 2001年－               | Hervé CHEVREAU 埃尔韦·谢弗罗        | UDF法国民主联盟 →MoDem民主运动 →UDI民主人士和独立人士联盟 →Centriste中间派 →DVD右翼无党派人士 |

### 各级选举
| 塞纳河畔埃皮奈历届投票选举结果 | 塞纳河畔埃皮奈历届投票选举结果 | 塞纳河畔埃皮奈历届投票选举结果 | 塞纳河畔埃皮奈历届投票选举结果 | 塞纳河畔埃皮奈历届投票选举结果    | 塞纳河畔埃皮奈历届投票选举结果 | 塞纳河畔埃皮奈历届投票选举结果 | 塞纳河畔埃皮奈历届投票选举结果    | 塞纳河畔埃皮奈历届投票选举结果 | 塞纳河畔埃皮奈历届投票选举结果 |
| 选举项目                       | 选举范围                       | 选区单位                       | 选区单位内的选举结果           | 选区单位内的选举结果              | 选区单位内的选举结果           | 选区单位内的选举结果           | 选区单位内的选举结果              | 选区单位内的选举结果           | 参考资料                       |
| 选举项目                       | 选举范围                       | 选区单位                       | 第一轮胜出者                   | 第一轮胜出者                      | 支持率                         | 第二轮胜出者                   | 第二轮胜出者                      | 支持率                         | 参考资料                       |
| ------------------------------ | ------------------------------ | ------------------------------ | ------------------------------ | --------------------------------- | ------------------------------ | ------------------------------ | --------------------------------- | ------------------------------ | ------------------------------ |
| 2017年法國總統選舉             | 法國                           | 市镇                           |                                | 让-吕克·梅朗雄                    | 36.33%                         |                                | 埃马纽埃尔·马克龙                 | 82.3%                          | [ 31 ]                         |
| 2017年法国立法选举             | 塞纳-圣但尼省第一选区          | 市镇                           |                                | 塞巴斯蒂安·梅纳尔                 | 33.31%                         |                                | 塞巴斯蒂安·梅纳尔                 | 52.66%                         | [ 31 ]                         |
| 2019年欧洲议会选举             | 法國                           | 市镇                           |                                | 娜塔莉·卢瓦索                     | 18.75%                         | （不适用）                     | （不适用）                        | （不适用）                     | [ 33 ]                         |
| 2021年法国省级选举             | 塞纳-圣但尼省                  | 塞纳河畔埃皮奈县               |                                | 米歇尔·富尔卡德 弗洛朗丝·拉罗什   | 41.54%                         |                                | 米歇尔·富尔卡德 弗洛朗丝·拉罗什   | 100%                           | [ 34 ]                         |
| 2021年法国省级选举             | 塞纳-圣但尼省                  | 市镇 （塞纳河畔埃皮奈县部分）  |                                | 法里德·赛达尼 克里丝泰尔·韦蒂尔   | 43.73%                         |                                | 米歇尔·富尔卡德 弗洛朗丝·拉罗什   | 100%                           | [ 34 ]                         |
| 2021年法国省级选举             | 塞纳-圣但尼省                  | 塞纳河畔圣旺县                 |                                | 卡里姆·布阿姆拉纳 埃米丽·勒克罗克 | 56.43%                         |                                | 卡里姆·布阿姆拉纳 埃米丽·勒克罗克 | 64.95%                         | [ 34 ]                         |
| 2021年法国省级选举             | 塞纳-圣但尼省                  | 市镇 （塞纳河畔圣旺县部分）    |                                | 威廉·德拉努瓦 玛丽娜·旺蒂里尼     | 56.38%                         |                                | 威廉·德拉努瓦 玛丽娜·旺蒂里尼     | 63.38%                         | [ 34 ]                         |
| 2021年法国大区选举             | 法蘭西島大區                   | 市镇                           |                                | 瓦莱丽·佩克雷斯                   | 35.55%                         |                                | 瓦莱丽·佩克雷斯                   | 44.14%                         | [ 35 ]                         |
| 2022年法国总统选举             | 法國                           | 市镇                           |                                | 让-吕克·梅朗雄                    | 56.4%                          |                                | 埃马纽埃尔·马克龙                 | 75.61%                         | [ 31 ]                         |
| 2022年法国立法选举             | 塞纳-圣但尼省第一选区          | 市镇                           |                                | 埃里克·科克雷尔                   | 47.6%                          |                                | 埃里克·科克雷尔                   | 69.94%                         | [ 31 ]                         |

## 人口
2019年，塞纳河畔埃皮奈市镇人口数量为54,611，在法国排名第110位。其中男性26,115人，女性28,496人，75岁及以上人口占4.2%，外籍人口数量为14,139人，人口密度为11,950人/平方公里，当地居民被称为（男性）或（女性）。2020年，塞纳河畔埃皮奈境内出生961人，死亡人口366人。
| 塞纳河畔埃皮奈1901年－2020年人口变化情况 |
|                                          |
| 数据来源：Cassini、INSEE                 |

## 经济

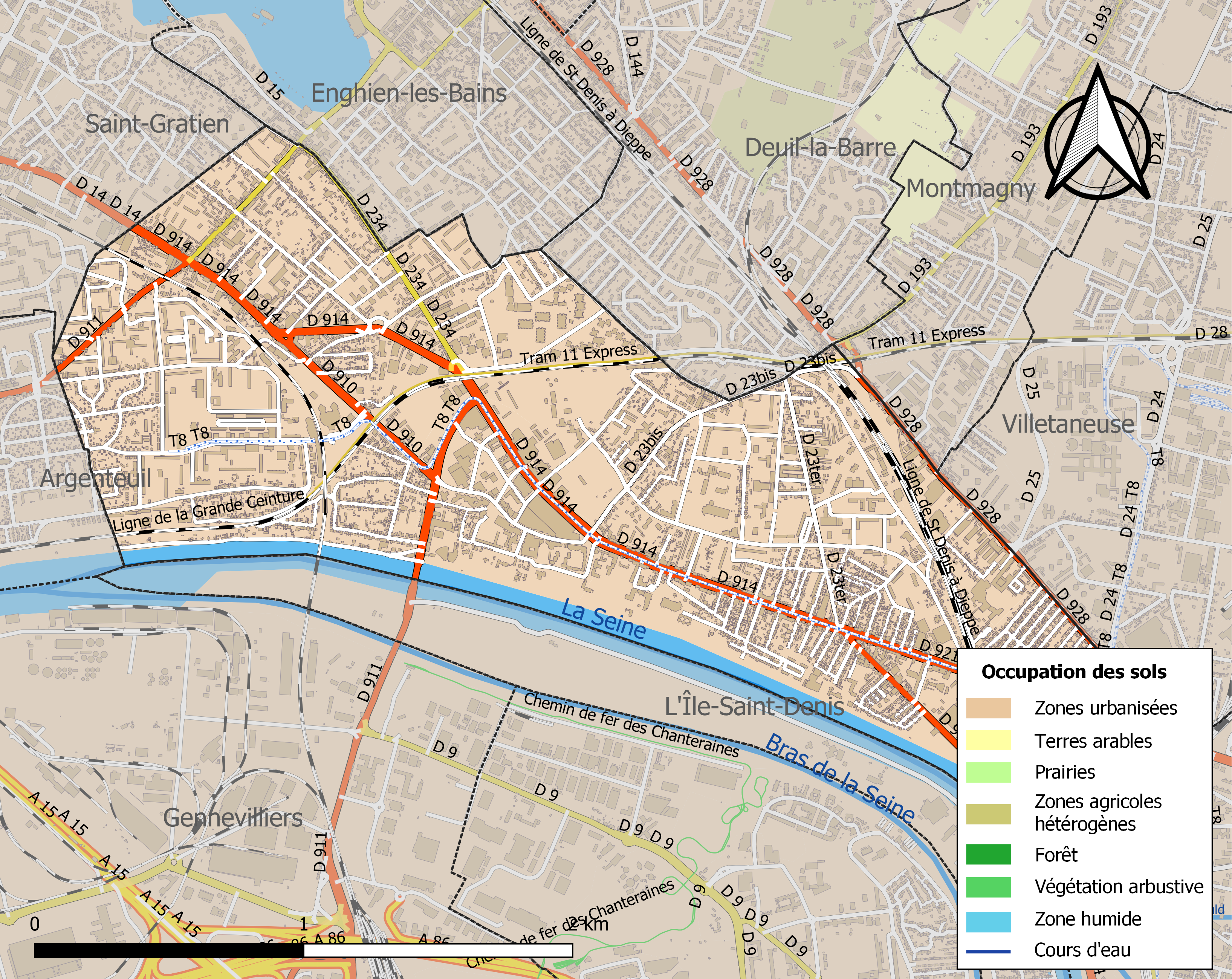
塞纳河畔埃皮奈土地利用情况地图

塞纳河畔埃皮奈是巴黎北部的一个近郊卫星城。截止2023年2月，塞纳河畔埃皮奈市镇范围内共有各类用人单位（包含自雇）8,045家，平均历史为10年，其中99.65%为中小型企业（PME），2022年12月至2023年2月间，当地的经济活力指数为0.85%。（大型零售）、（化工产品）及（房屋拆除工程）是当地2021年营业额最高的三个企业，分别为22,884,855欧元、21,090,944欧元和13,007,117欧元。

## 财政与居民收入
2021年，塞纳河畔埃皮奈的财政收入总额为89,985,000欧元，财政支出总额为80,459,700欧元，当年的债务总额为31,096,200欧元。2021年，塞纳河畔埃皮奈市镇通过增值税获得1,545,210欧元的收入，此外当地还共获得了3,364,240欧元的国家直接财政补助。
2020年，塞纳河畔埃皮奈的人均月收入总额为2,062欧元，其中高级职员为3,410欧元，低于法国平均水平（4,230欧元）；中级职员为2,300欧元，低于法国平均水平（2,411欧元）；普通职员为1,725欧元，亦低于法国平均水平（1,740欧元）。
2019年，塞纳河畔埃皮奈境内的贫困率为30%，青壮年（15至64岁）失业率为18.4%；当地37.3%的家庭拥有纳税资格，平均纳税2,396欧元，低于法国平均水平（3,910欧元）。

## 社会事务

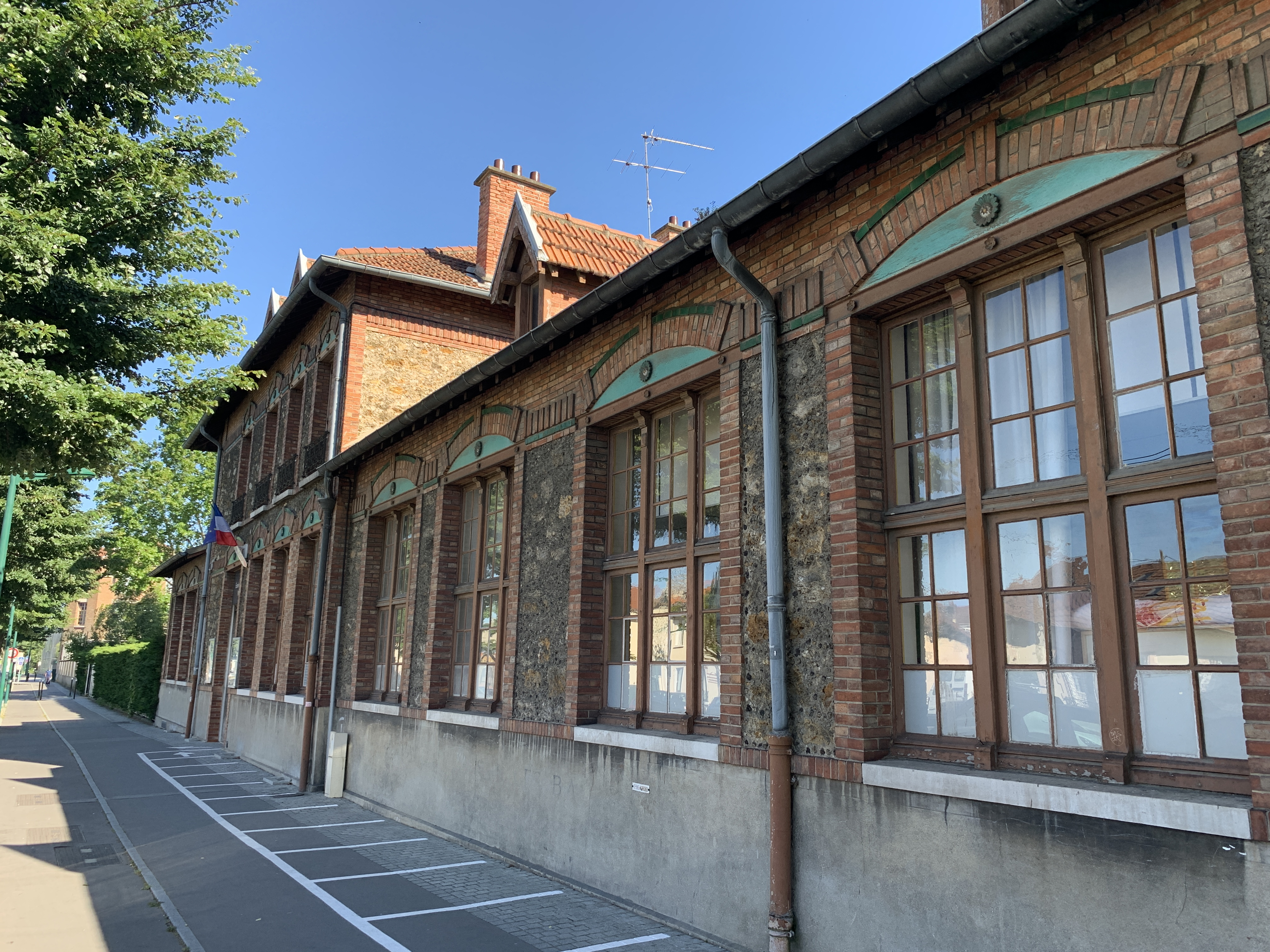
塞纳河畔埃皮奈的一所学校

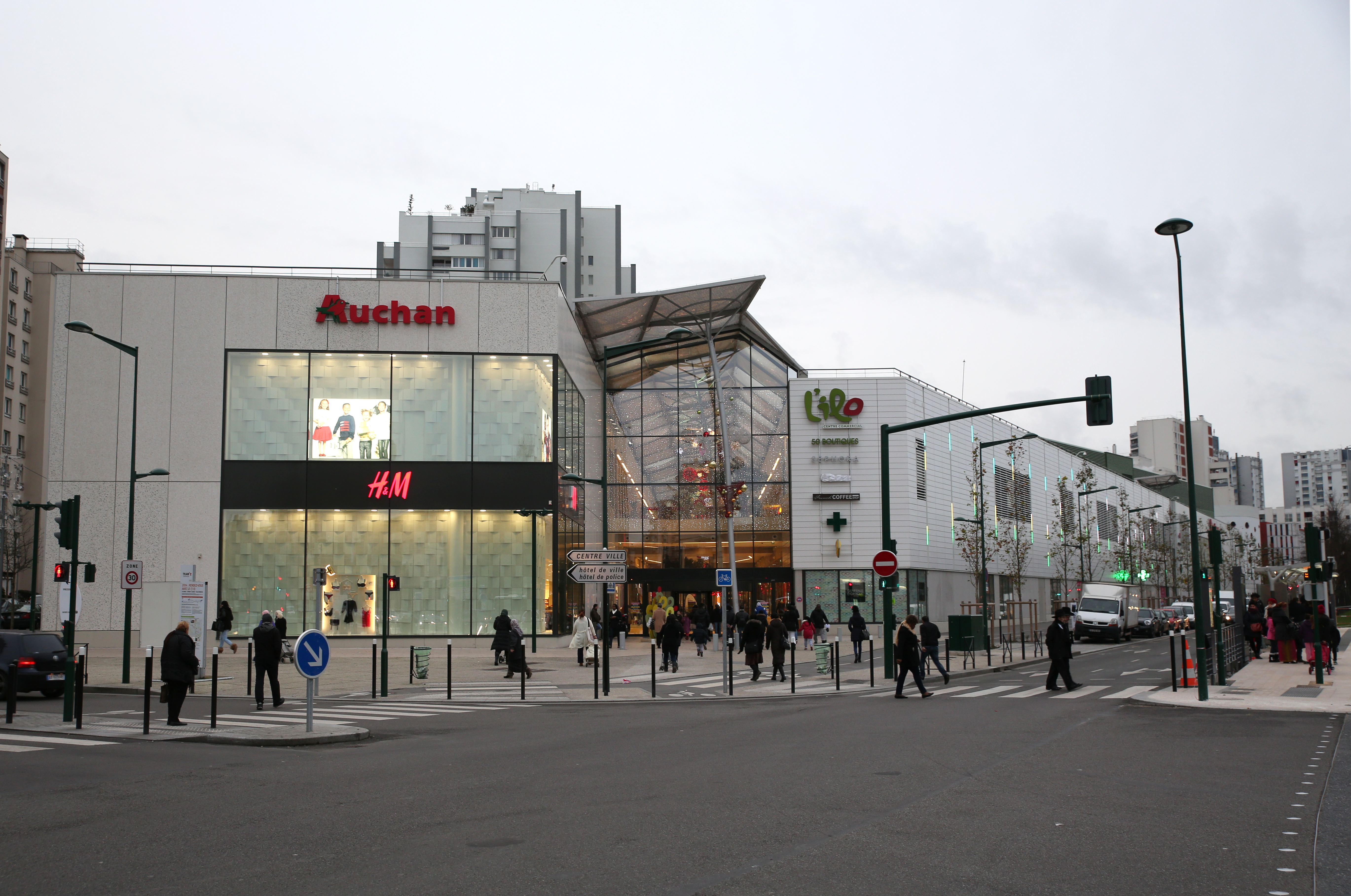
“Ilo”商业中心

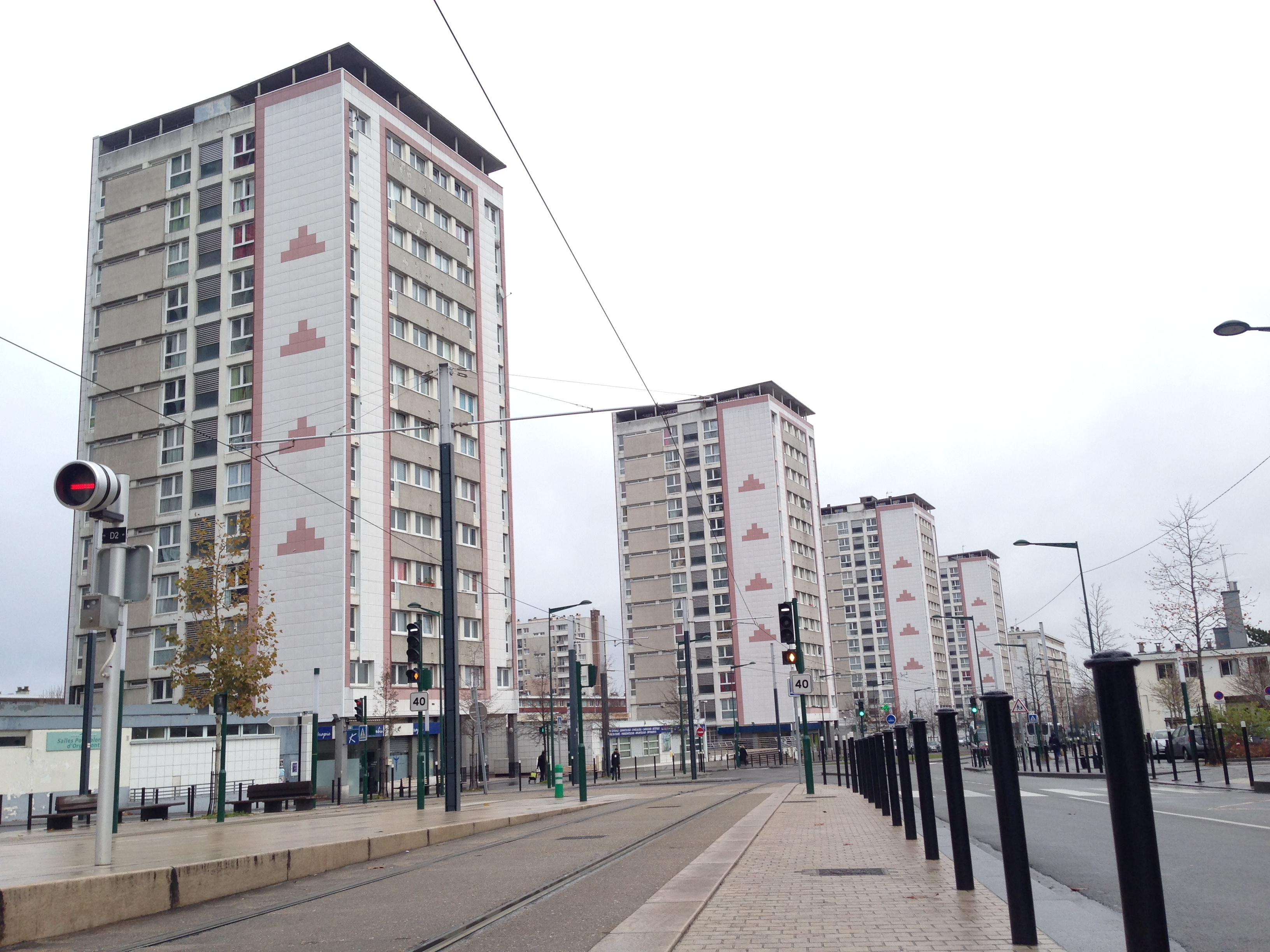
奥尔热蒙街区的高层居民公寓

### 教育
塞纳河畔埃皮奈属于克雷泰伊学区。截止2021年1月1日，塞纳河畔埃皮奈境内共有15所幼儿园、19所小学、5所初级中学、1所普通高中和1所职业高中。2021至2022学年度，塞纳河畔埃皮奈境内共有在校中等教育阶段学生4,685名。

### 医疗
截止2021年1月1日，塞纳河畔埃皮奈境内共有全科医生52名、保健师29名、牙医15名、护士28名、眼科医生2名、助产士1名和妇科医生2名。境内共有药房13家、残疾人帮扶中心1家。
距离塞纳河畔埃皮奈最近的区域性医疗机构为圣但尼中心医院，其主病区德拉封丹医院（Hôpital Delafontaine）位于圣但尼市区东部，距离塞纳河畔埃皮奈市区的正常车程大约16分钟，该院设有床位500个，是当地规模最大的公立综合性医院。

### 住房
2019年，塞纳河畔埃皮奈境内共有各类住房22,114套，其中14.7%为独立式居民区，83.5%为集中式居民区。常住房屋占塞纳河畔埃皮奈市镇范围内居民建筑总量的92.5%。
在住房保障政策方面，2021年，塞纳河畔埃皮奈境内共有7,003户家庭获得了住房经济补助，受益人数占总人口数量的12.8%，其中6,554份为房租补助。

### 商业
2021年，塞纳河畔埃皮奈境内共有各类实体商铺1,041家，其中餐厅162家、大型超市10家、杂货店44家、面包房32家、肉铺14家、书店5家、装饰品店2家、银行门店6家、美容美发店54家、汽车维修店54家。塞纳河畔埃皮奈市中心建有“L'ilo”大型集中式商业街区，有欧尚、丝芙兰、Jeff de Bruges等商场。

### 体育
2021年，塞纳河畔埃皮奈境内共有1家游泳池、6间体育馆、1座综合体育场、8处网球场、3处足球或橄榄球场以及4处篮球或排球场。
截至2023年2月，塞纳河畔埃皮奈境内共有两家注册足球俱乐部。塞纳河畔埃皮奈足球学院（Académie de Football d'Epinay Sur Seine，编号554212）是当地的代表性足球队，其主队2022至2023赛季参加法兰西岛大区足球联赛丙组（法国第八级别），其主场为球场莱奥·拉格朗日球场（Stade Léo Lagrange）。

### 环境
塞纳河畔埃皮奈的环境事务由其所属的大巴黎都会区及平原市镇公共土地管理局联合各级政府协调负责。2021年，塞纳河畔埃皮奈境内共有1家污染企业。

### 治安
塞纳河畔埃皮奈警区（zone police d'Epinay）的管辖范围共包括两个市镇。2020年，该警区累计记录各类案件4,998起，其中盗窃类案件2,287起，经济类案件288起，毒品交易类案件548起。

## 文化
2021年，塞纳河畔埃皮奈境内共有1家剧场和2家电影院。塞纳河畔埃皮奈境内建有科莱特（Colette）、朱尔·瓦莱斯（Jules Vallès）和阿尔贝·卡谬（Albert Camus）三处多媒体中心。

### 建筑
塞纳河畔埃皮奈境内的建筑大部分建于19世纪以后，其中高层集中式居民建筑多建于黄金三十年期间，塞纳河畔埃皮奈市政厅是法国国家文物保护单位。

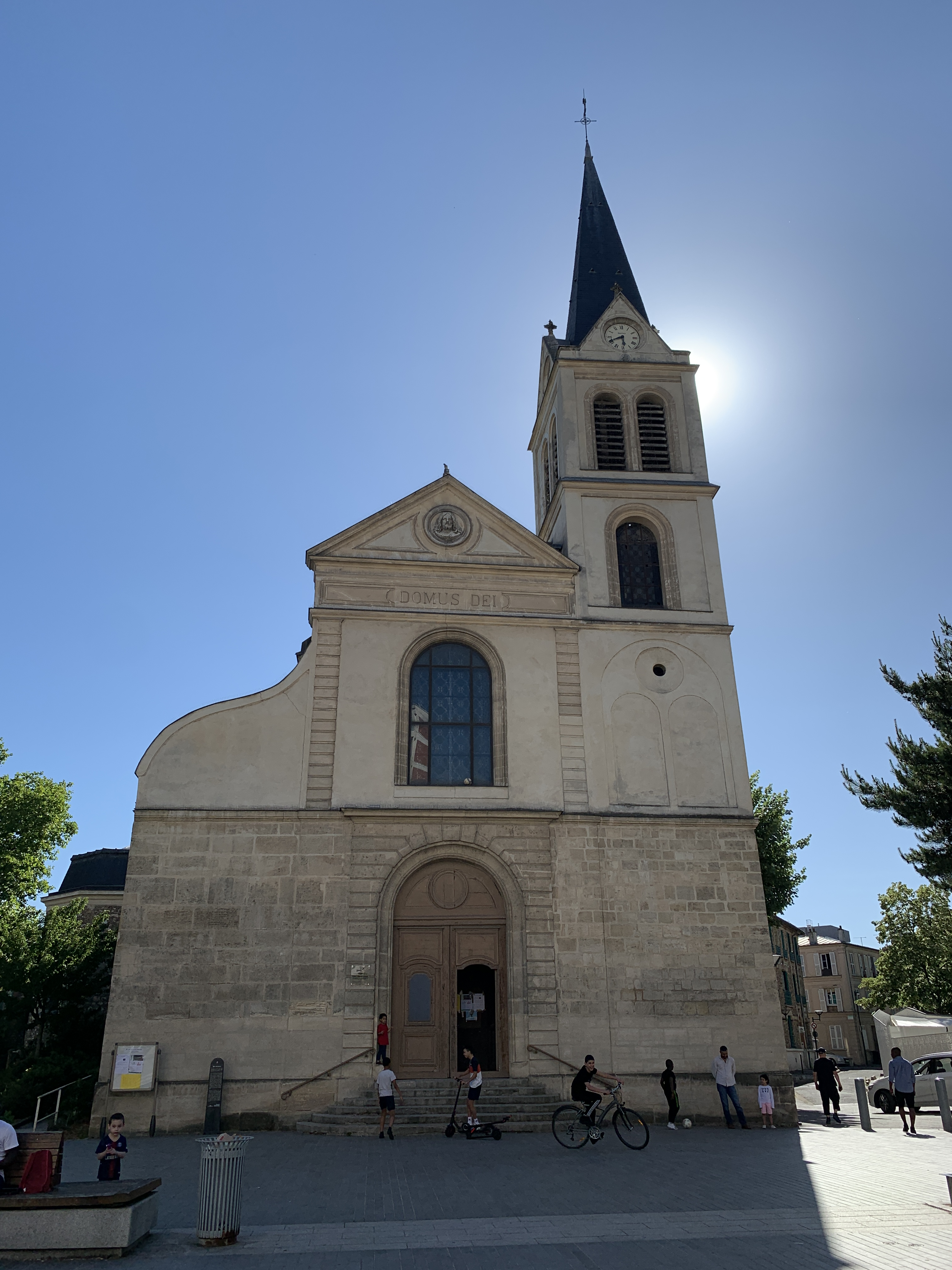
圣梅达尔教堂（法语：Église Saint-Médard d'Épinay-sur-Seine）
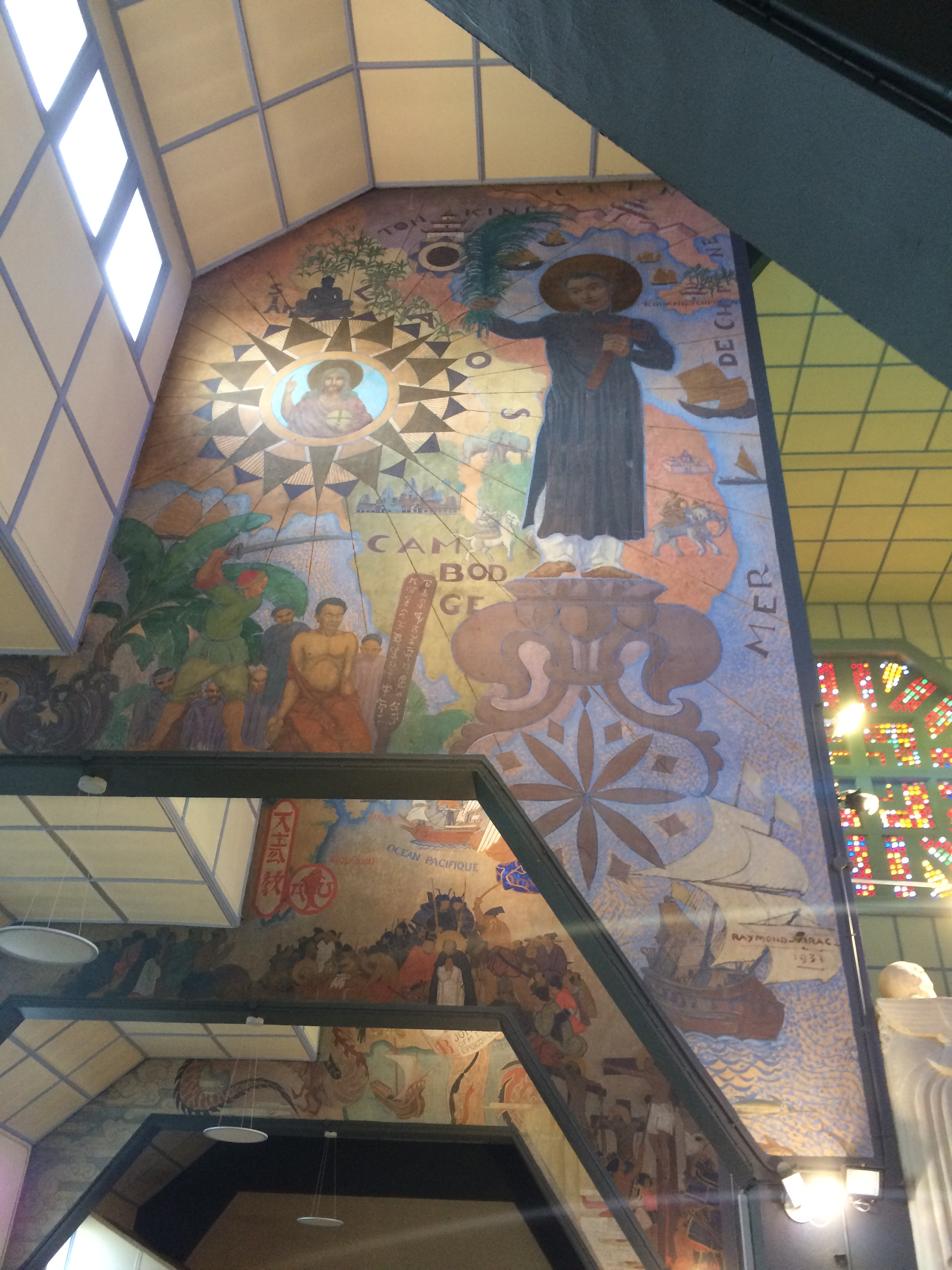
圣母教堂壁画
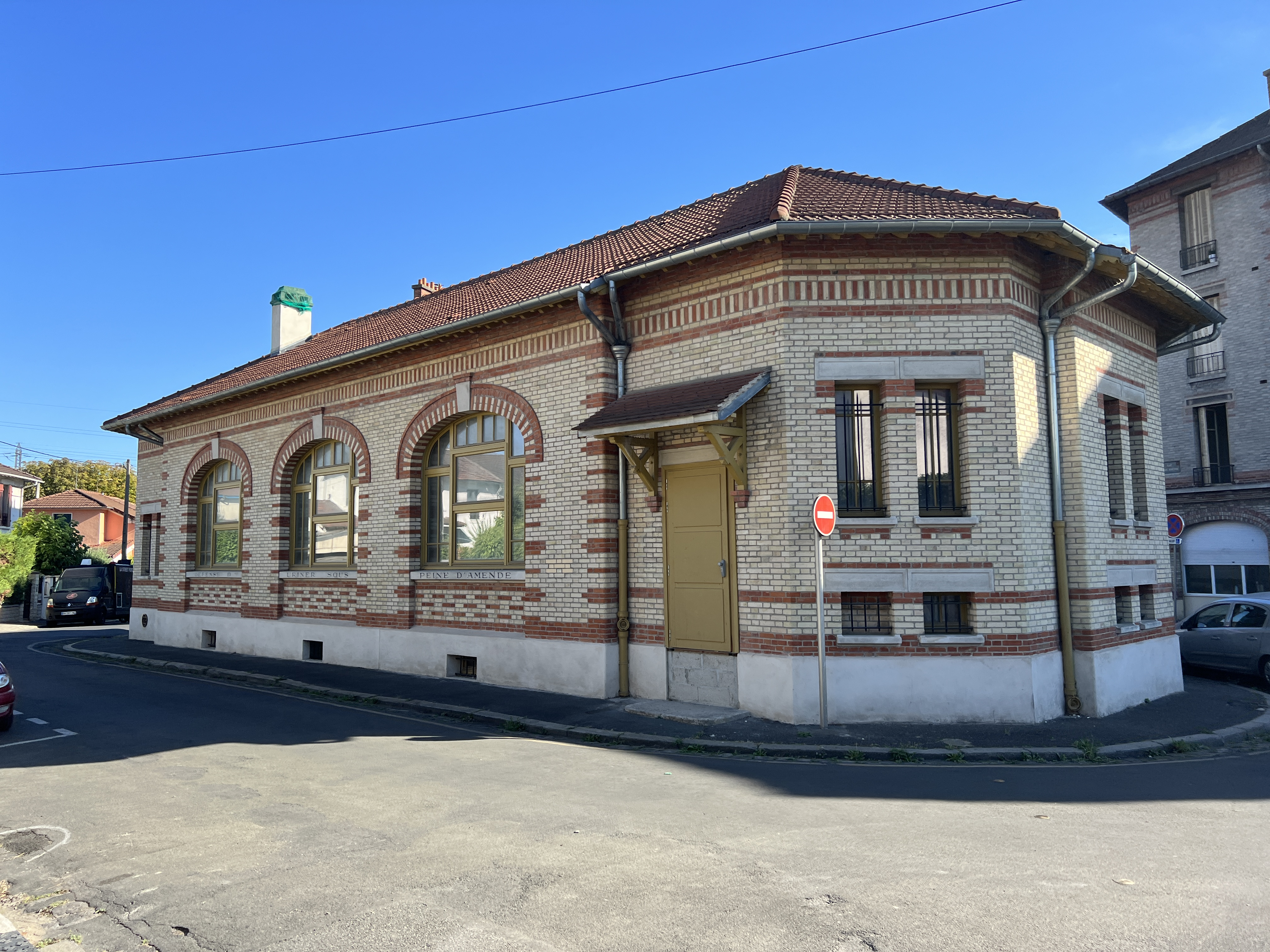
布吕芒塔勒花园城（法语：Cité-jardin Blumenthal）
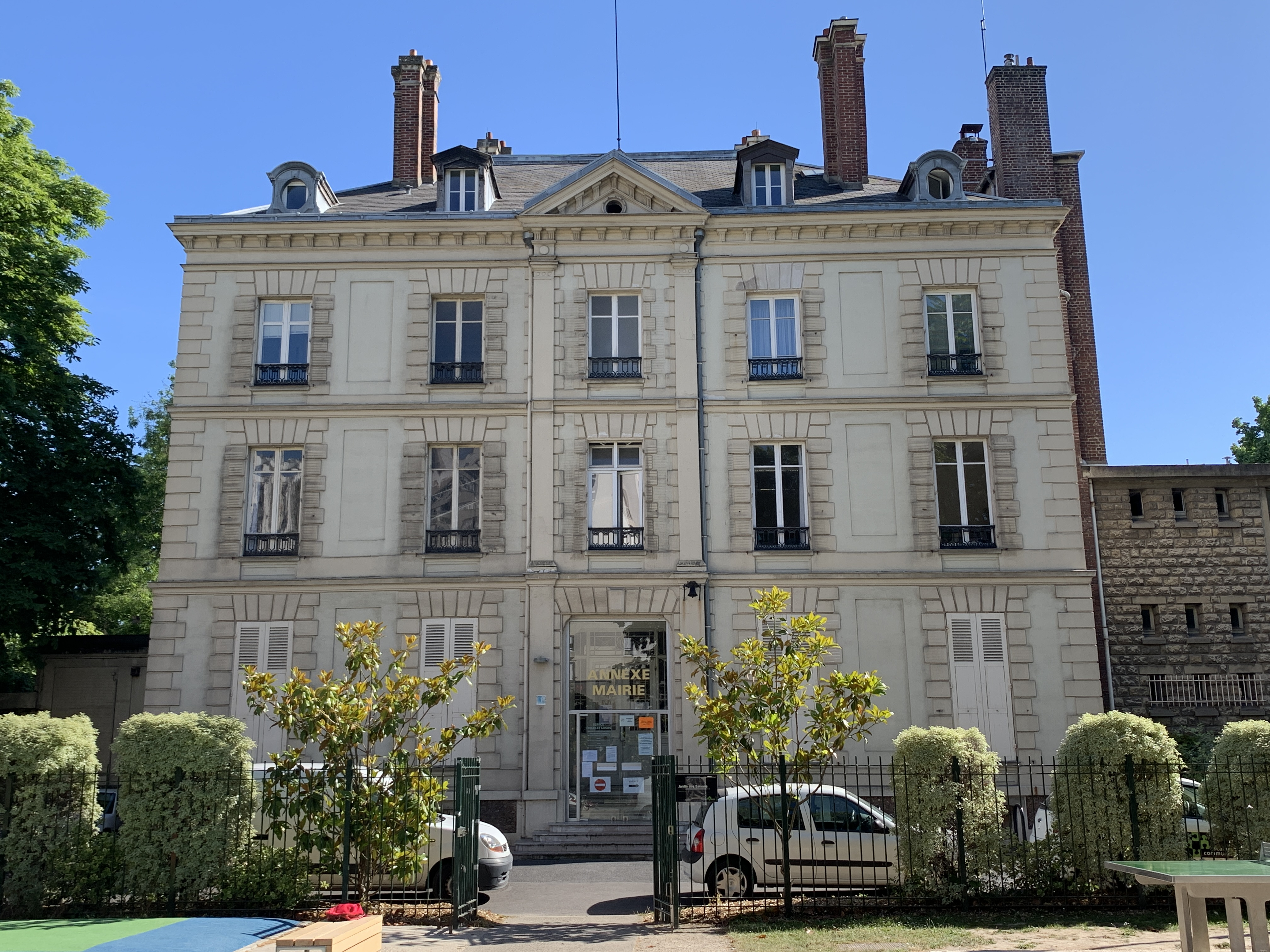
政务中心
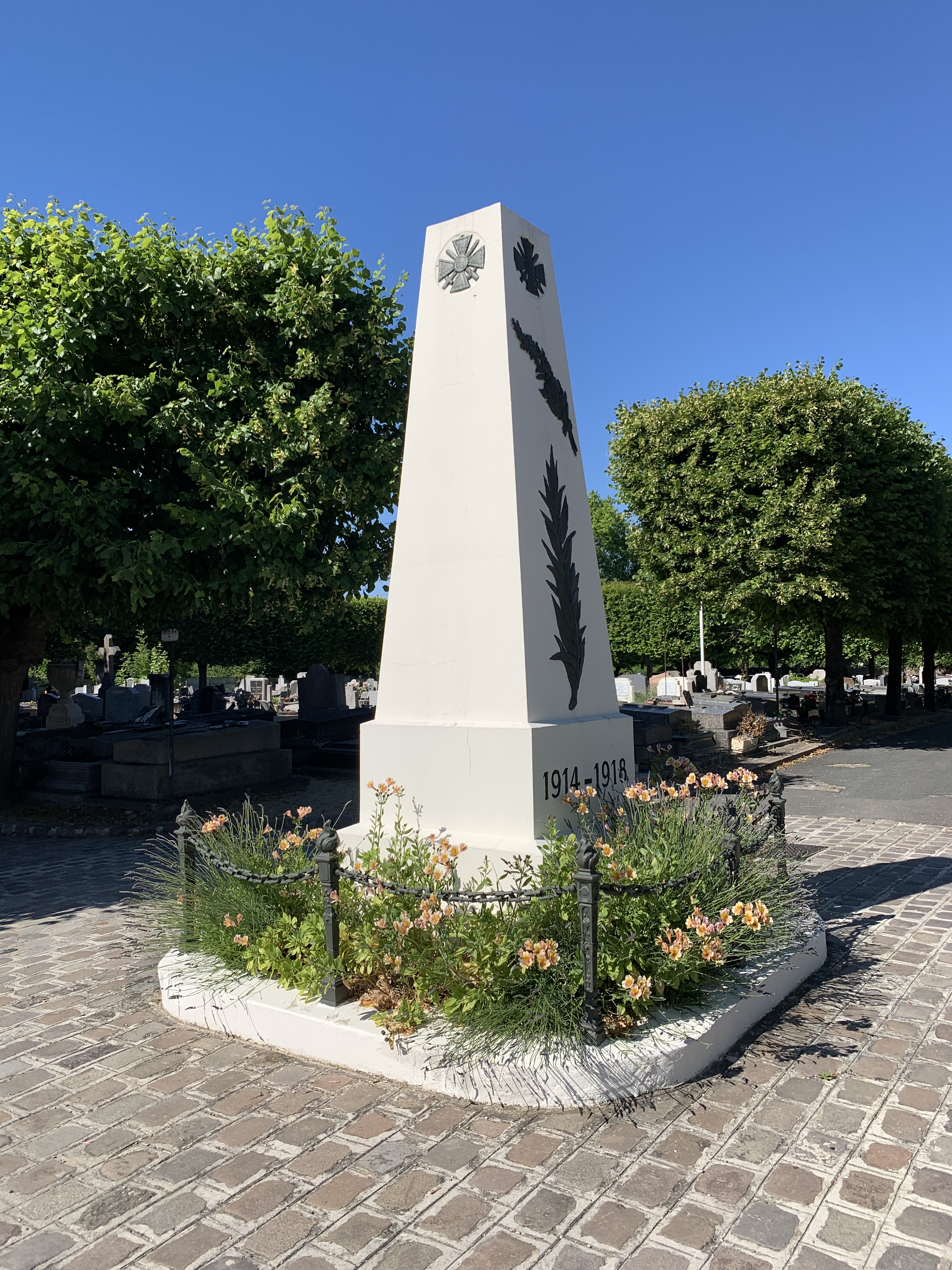
战争烈士纪念碑
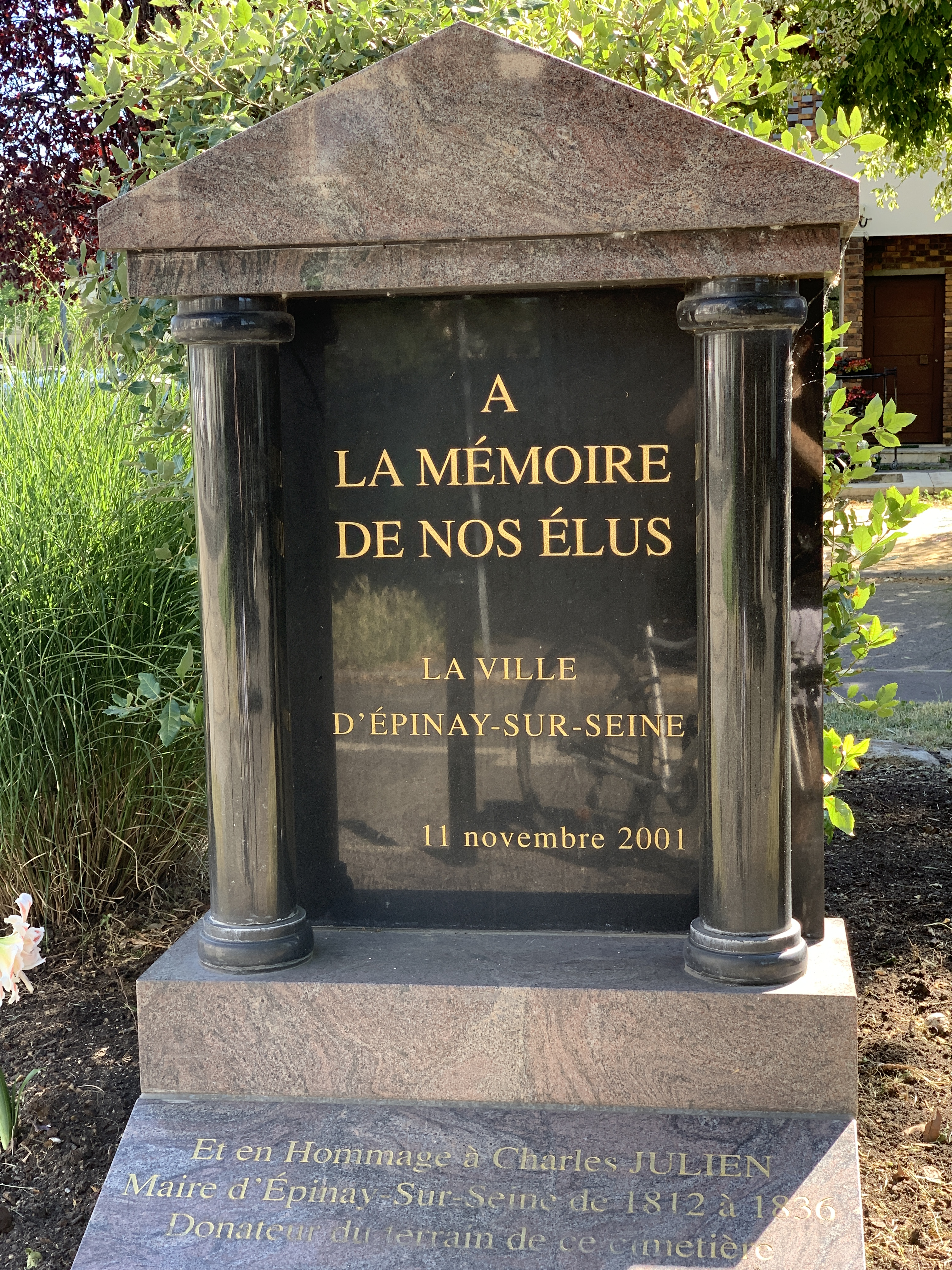
官员纪念碑
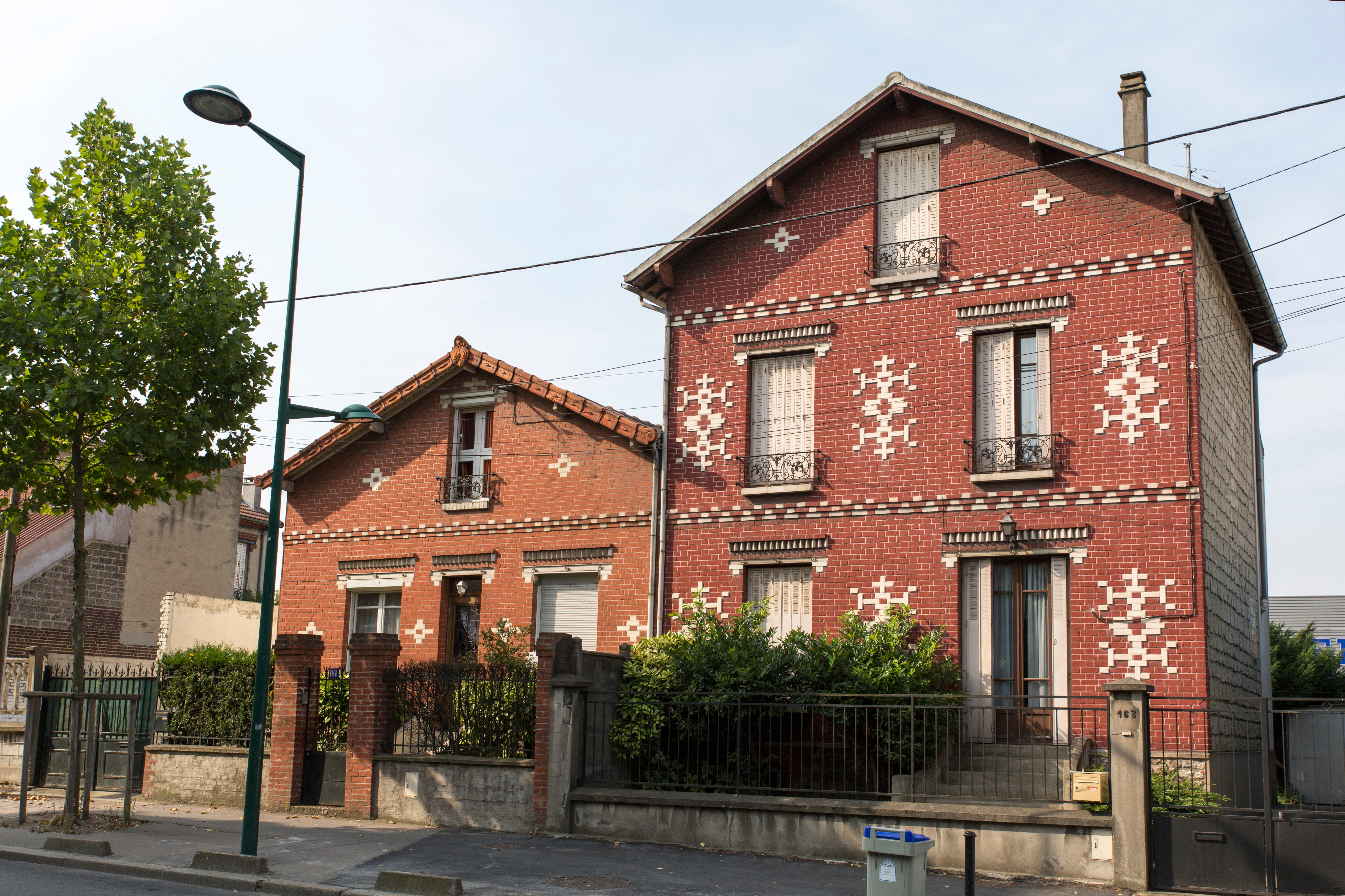
传统民居
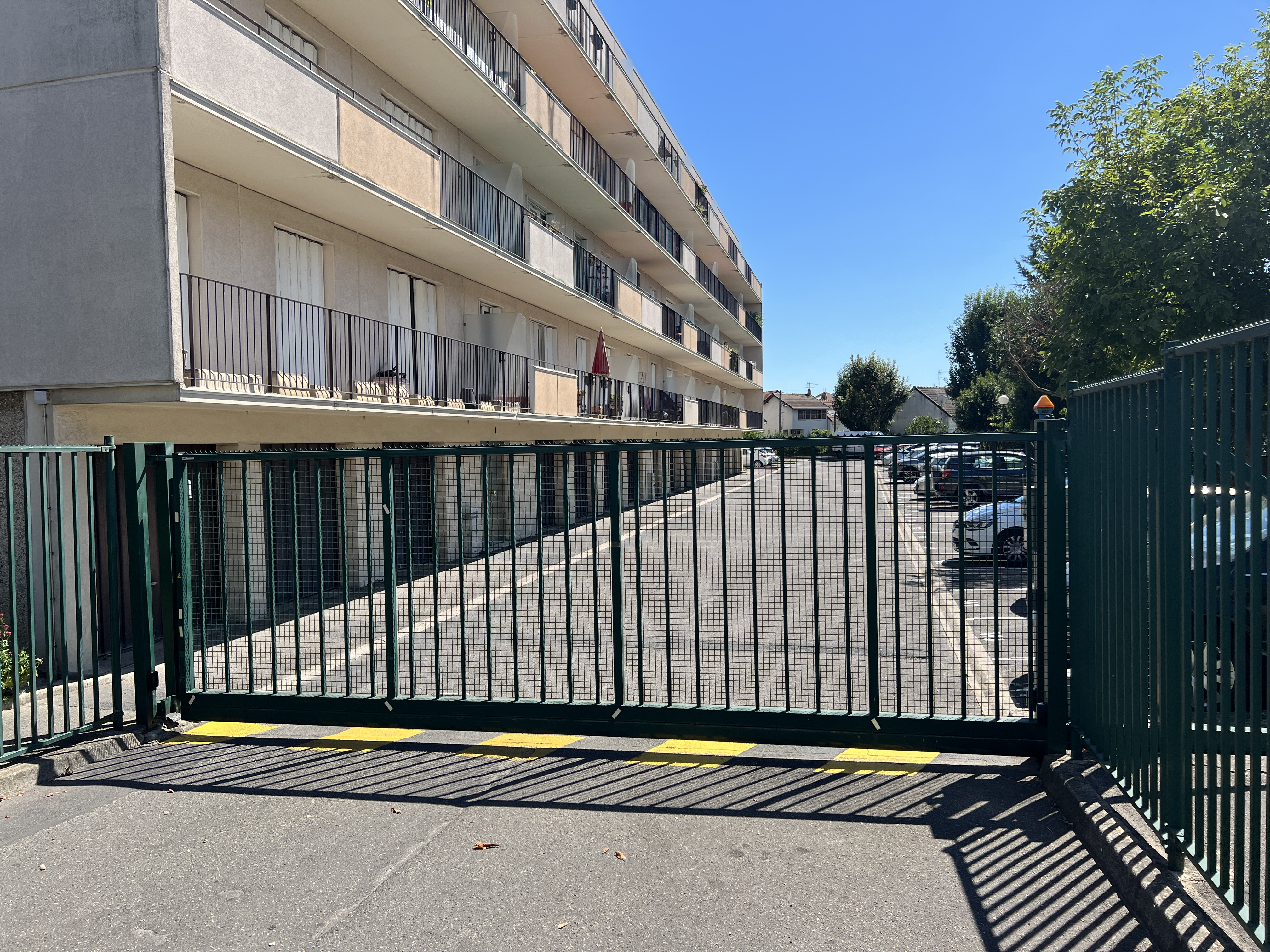
现代居民区

### 旅游
塞纳河畔埃皮奈的旅游事务由其所属的大巴黎都会区、塞纳-圣但尼省及当地市政府共同协调负责。2022年，塞纳河畔埃皮奈境内共有2家酒店共计108间房间。

### 媒体
法国主要的媒体均可在塞纳河畔埃皮奈接收，法国电视三台下属的法兰西岛大区频道在部分时段播出塞纳河畔埃皮奈所在塞纳-圣但尼省的地方新闻。《巴黎人报》、蓝色法兰西巴黎广播、BFM电视台法兰西岛频道等是当地主要的地方性媒体。

## 相关人物
法国元帅尼古拉·约瑟夫·迈松、自行车运动员吕西安·米沙尔、女子跆拳道运动员奥尔西娅·洛兰、政治家埃马纽埃尔·莫雷尔以及足球运动员帕斯卡·努马、埃里克·拉布桑德拉塔纳、托马·加米埃特出生于塞纳河畔埃皮奈。
法国饶舌歌手Hornet La Frappe长期生活于塞纳河畔埃皮奈的奥尔热蒙街区。

## 友好城市
截至2023年2月，塞纳河畔埃皮奈共与三座城市互为友好城市关系：
- 德国 上乌瑟尔（1965年）
- 英国 南泰因賽德（1966年）
- 西班牙 阿尔科文达斯（1986年）